# 金龍堂
金龍堂（きんりゅうどう）は、熊本県熊本市に本店を置き県内に展開する書店チェーン。日本医書出版協会から認定書店、教科書特約指定店を受けている。本店（まるぶん店）は「カッパの本屋さん」と呼ばれている。
一時期、トーハングループの東京ブッククラブが運営していたが、2016年11月に同じトーハングループの明屋書店に売却された。2022年現在は明屋書店が「金龍堂まるぶん店」「ブックスまるぶんイオン天草店」「金龍堂八代ファースト文庫店」を運営している。

## 沿革
- 1920年 - 創業
- 1929年 - 設立
- 2016年 - 明屋書店が買収[3]

## 店舗
- 金龍堂まるぶん店 - 熊本市中央区上通町5-1
- ブックスまるぶんイオン天草店 - 天草市亀場町食場後山下740 イオン天草店2F
- 金龍堂八代ファースト文庫店 - 八代市大手町2丁目4-25

## 過去に存在した店舗
- 清水バイパス店  - 熊本市北区高平2-25-10 Big the Big 1F
- 東バイパス店 - 熊本市東区西原2-24-10
- 県庁店 - 熊本市中央区水前寺6-18-1 県庁内新館地下
- 本荘医書専門店 - 熊本市中央区本荘2-1-18
- 外商部 - 熊本市中央区本荘2-1-18